# Juan Foyth
Juan Marcos Foyth (* 12. ledna 1998 La Plata) je argentinský profesionální fotbalista, který hraje na pozici pravého obránce za španělský klub Villarreal CF a za argentinský národní tým.

## Klubová kariéra

### Estudiantes de La Plata
Foyth hrál v mládí za argentinský klub Estudiantes de La Plata. Zpočátku nastupoval uprostřed zálohy, později se však přesunul do obrany. Do prvního týmu se dostal v 19 letech. Svůj debut v argentinské lize odehrál 19. března 2017 proti CA Patronato.

### Tottenham Hotspur FC
3. srpna 2017 podepsal Foyth pětiletou smlouvu s anglickým týmem Tottenham Hotspur. Klub za jeho přestup zaplatil 13 milionů eur. Svůj debut za tým odehrál 19. září 2017 v utkání anglického ligového poháru proti Barnsley FC. K prvnímu utkání v Premier League pak nastoupil o více než rok později, když 3. listopadu 2018 odehrál celé utkání na půdě Wolverhamptonu Wanderers. Hned v dalším ligovém utkání proti Crystal Palace vstřelil svůj první gól v profesionální kariéře.

### Villarreal CF
4. října 2020 odešel Foyth na roční hostování do španělského klubu Villarreal CF. Svého debutu v klubu se dočkal 29. řina 2020 v utkání Ligy mistrů UEFA proti Sivassporu. V tomto utkání také vstřelil gól a připsal si asistenci.

## Reprezentační kariéra
Foyth se narodil v Argentině, avšak je polského původu a má také polský pas. Rozhodl se však reprezentovat rodnou Argentinu
Foyth odehrál celkem 12 utkání za argentinskou fotbalovou reprezentaci do 20 let, devět z nich na Mistrovství Jižní Ameriky ve fotbale hráčů do 20 let v roce 2017, tři pak na Mistrovství světa ve fotbale hráčů do 20 let 2017.
Svůj debut za seniorský tým odehrál 16. listopadu 2018 v přátelské utkání proti Mexiku. Účastnil se také Copa América 2019.